# What You Don't Know
What You Don't Know é o segundo álbum de estúdio do grupo de freestyle Exposé, lançado em 13 de Junho de 1989 pela gravadora Arista Records. Inclui os singles "What You Don't Know", "When I Looked at Him", "Tell Me Why", "Your Baby Never Looked Good in Blue" e "Stop, Listen, Look & Think".
Ao contrário do álbum anterior, esse se foca nos vocais de Gioia Bruno, ela canta o vocal principal em metade das faixas. Ela cantou como vocalista principal em apenas três das faixas do álbum Exposure. Ann Curless canta como vocal principal em duas faixas ("Stop, Listen, Look & Think" e "Now That I Found You"), Jeanette Jurado em três ("When I Looked at Him", "Still Hung Up on You", e "Your Baby Never Looked Good in Blue").
Os singles "What You Don't Know", "When I Looked at Him", e "Tell Me Why", entraram no Top 10 da Billboard Hot 100, nas posições #8, #10, e #9, respectivamente. "Your Baby Never Looked Good In Blue" entrou no Top 20, na posição #17. "Stop, Listen, Look, & Think" foi lançada unicamente para os clubes de dança no formato 12" Single.

## Faixas
| N.º | Título                                | Duração |  |
| 1.  | "What You Don't Know"                 | 4:46    |  |
| 2.  | "Stop, Listen, Look & Think"          | 4:08    |  |
| 3.  | "Tell Me Why"                         | 5:23    |  |
| 4.  | "When I Looked at Him"                | 5:32    |  |
| 5.  | "Let Me Down Easy"                    | 4:43    |  |
| 6.  | "Still Hung Up on You"                | 3:56    |  |
| 7.  | "Your Baby Never Looked Good in Blue" | 3:54    |  |
| 8.  | "Now That I Found You"                | 3:46    |  |
| 9.  | "Love Don't Hurt (Until You Fall)"    | 4:21    |  |
| 10. | "Didn't It Hurt to Hurt Me"           | 5:39    |  |
| 11. | "Walk Along with Me"                  | 3:05    |  |

Edição de CD
| N.º | Título                                | Duração |  |
| 12. | "What You Don't Know" (In Effect Mix) | 5:45    |  |
| 13. | "When I Looked at Him" (Suave Mix)    | 7:01    |  |

Edição do Japão
| N.º | Título                                   | Duração |  |
| 12. | "What You Don't Know" (In Effect Mix)    | 5:45    |  |
| 13. | "When I Looked at Him" (Suave Mix)       | 7:01    |  |
| 14. | "What You Don't Know" (Paradise Version) | 4:11    |  |

## Certificações
| País                  | Certificação | Data                 | Vendas certificadas |
| --------------------- | ------------ | -------------------- | ------------------- |
| Estados Unidos - RIAA | Ouro         | 15 de Agosto de 1989 | 500,000             |

## Posições nas paradas musicais
| Parada musical (1989)          | Melhor posição |
| ------------------------------ | -------------- |
| Canadá (RPM Top 100 Albums)    | 66             |
| Estados Unidos (Billboard 200) | 33             |
| Estados Unidos (R&B Albums)    | 94             |
| Japão (Oricon)                 | 62             |